# África do Sul nos Jogos Olímpicos de Verão de 1904
A África do Sul competiu nos Jogos Olímpicos de Verão de 1904, em Saint Louis, Estados Unidos. Os historiadores olímpicos tendem a separar os resultados sul-africanos dos britânicos, apesar da falta de independência da África do Sul, de maneira semelhante à separação dos resultados dos concorrentes da Austrália antes de 1901.

## Resultados por Evento

### Atletismo
Atletismo nos Jogos Olímpicos de Verão de 1904
| Evento             | Posição | Atleta        | Final        |
| ------------------ | ------- | ------------- | ------------ |
| Maratona masculina | 9º      | Len Tau       | Desconhecido |
| Maratona masculina | 12º     | Jan Mashiani  | Desconhecido |
| Maratona masculina | —       | Bertie Harris | Não terminou |

### Cabo de guerra
Cabo de guerra nos Jogos Olímpicos de Verão de 1904
| Evento                   | Posição | Atleta | Quartas-de-final                    | Semifinais  | Final       | Semifinal da medalha de prata | Partida da medalha de prata |
| ------------------------ | ------- | ------ | ----------------------------------- | ----------- | ----------- | ----------------------------- | --------------------------- |
| Cabo de guerra masculino | 5º      | Boers  | Perdeu para Milwaukee Athletic Club | Não avançou | Não avançou | Não avançou                   | Não avançou                 |